# Alexis ou o Tratado do Vão Combate
Alexis ou o tratado do vão combate foi escrito por Marguerite Yourcenar e publicado pela primeira vez em língua francesa em 1929 com o título Alexis ou le Traité du vain combat (em francês).
Uma citação famosa: "Perdoa-me, não por te deixar, mas por ter ficado tempo demais."